# Rick Dekker
Rick Dekker (Lekkerkerk, 15 maart 1995) is een Nederlands voetballer die bij voorkeur als middenvelder speelt. Sinds de zomer van 2020 komt hij uit voor De Graafschap.

## Carrière
Hij tekende op 26 mei 2014 bij PEC Zwolle, waar hij in januari 2018 zijn contract verlengde tot medio 2020. Dekker maakte op 28 augustus 2014 zijn debuut in het eerste elftal, in een wedstrijd in de Europa League uit tegen Sparta Praag. De wedstrijd ging met 3–1 verloren. Na 6 seizoenen in Zwolle werd zijn contract niet verlengd waarna hij transfervrij de overstap maakte naar het Doetinchemse De Graafschap. Hij ondertekende een tweejarig contract bij de club. In het seizoen 2022/2023 verkast Rick naar TOP Oss [2]

## Clubstatistieken
| Seizoen                     | Club            | Competitie      | Competitie | Competitie | Beker | Beker | Internationaal | Internationaal | Overig | Overig | Totaal | Totaal |
| Seizoen                     | Club            | Competitie      | Wed.       | Dlp.       | Wed.  | Dlp.  | Wed.           | Dlp.           | Wed.   | Dlp.   | Wed.   | Dlp.   |
| --------------------------- | --------------- | --------------- | ---------- | ---------- | ----- | ----- | -------------- | -------------- | ------ | ------ | ------ | ------ |
| 2014/15                     | PEC Zwolle      | Eredivisie      | 4          | 0          | 0     | 0     | 1              | 0              | 0      | 0      | 5      | 0      |
| 2015/16                     | PEC Zwolle      | Eredivisie      | 25         | 1          | 1     | 0     | 0              | 0              | 2      | 0      | 28     | 1      |
| 2016/17                     | PEC Zwolle      | Eredivisie      | 0          | 0          | 0     | 0     | 0              | 0              | 0      | 0      | 0      | 0      |
| 2017/18                     | PEC Zwolle      | Eredivisie      | 30         | 0          | 3     | 0     | 0              | 0              | 0      | 0      | 33     | 0      |
| 2018/19                     | PEC Zwolle      | Eredivisie      | 15         | 1          | 3     | 0     | 0              | 0              | 0      | 0      | 18     | 1      |
| 2019/20                     | PEC Zwolle      | Eredivisie      | 17         | 0          | 1     | 0     | 0              | 0              | 0      | 0      | 18     | 0      |
| 2020/21                     | De Graafschap   | Eerste divisie  | 0          | 0          | 0     | 0     | 0              | 0              | 0      | 0      | 0      | 0      |
| Carrière totaal             | Carrière totaal | Carrière totaal | 91         | 2          | 8     | 0     | 1              | 0              | 2      | 0      | 102    | 2      |
| Bijgewerkt tot 30 juli 2020 |                 |                 |            |            |       |       |                |                |        |        |        |        |

## Erelijst
Met  PEC Zwolle
| Competitie           | Winnaar | Winnaar | Runner-up | Runner-up |
| Competitie           | Aantal  | Jaren   | Aantal    | Jaren     |
| -------------------- | ------- | ------- | --------- | --------- |
| Nationaal            |         |         |           |           |
| Johan Cruijff Schaal | 1x      | 2014    |           |           |
| KNVB beker           |         |         | 1x        | 2014/15   |